# Wolfgang Hoppe
Pour les articles homonymes, voir Hoppe.
 (juin 2023).
Si vous disposez d'ouvrages ou d'articles de référence ou si vous connaissez des sites web de qualité traitant du thème abordé ici, merci de compléter l'article en donnant les références utiles à sa vérifiabilité et en les liant à la section « Notes et références ».

Wolfgang Hoppe, né le 14 novembre 1957 à Apolda, est un pilote de bobsleigh de République démocratique allemande et d'Allemagne (après 1991).

## Palmarès

### Jeux Olympiques
- : médaillé d'or en bob à 2 aux JO 1984.
- : médaillé d'or en bob à 4 aux JO 1984.
- : médaillé d'argent en bob à 2 aux JO 1988.
- : médaillé d'argent en bob à 4 aux JO 1988.
- : médaillé d'argent en bob à 4 aux JO 1992.
- : médaillé de bronze en bob à 4 aux JO 1994.

### Championnats monde
- : médaillé d'or en bob à 2 aux championnats monde de 1985, 1986 et 1989.
- : médaillé d'or en bob à 4 aux championnats monde de 1991, 1995 et 1997.
- : médaillé d'argent en bob à 4 aux championnats monde de 1987.
- : médaillé de bronze en bob à 2 aux championnats monde de 1983, 1987, 1990, 1991 et 1993.
- : médaillé de bronze en bob à 4 aux championnats monde de 1989 et 1996.

### Coupe du monde
- 6 globe de cristal : 
  - Vainqueur du classement bob à 2 en 1984 et 1991.
  - Vainqueur du classement bob à 4 en 1984, 1992 et 1996.
  - Vainqueur du classement combiné en 1992.

### Championnats d'Europe de bobsleigh
- : Champion d'Europe de bob à 2 en 1986 et 1987.
- : Champion d'Europe de bob à 4 en 1987 et 1995.